# Amomum rugosum
Amomum rugosum là một loài thực vật có hoa trong họ Gừng. Loài này được Yee Kiew Kam mô tả khoa học đầu tiên tại trang 150 số 1 quyển 40 năm 1982 của Notes from the Royal Botanic Garden, Edinburgh dưới danh pháp Elettariopsis smithiae var. rugosa khi tác giả này mô tả loài Elettariopsis smithiae. Năm 2003, Chong Keat Lim nâng cấp nó thành loài tách biệt gọi là Elettariopsis rugosa. Phân tích phát sinh chủng loại phân tử chi Amomum nghĩa rộng năm 2018 của de Boer et al. cho thấy nó thuộc về chi Amomum nghĩa hẹp, vì thế nó được các tác giả Jana Leong-Škorničková và Kristýna Hlavatá chuyển sang chi Amomum.

## Phân bố
Loài này có ở Selangor, Malaysia bán đảo.